# Pierre Fresnay

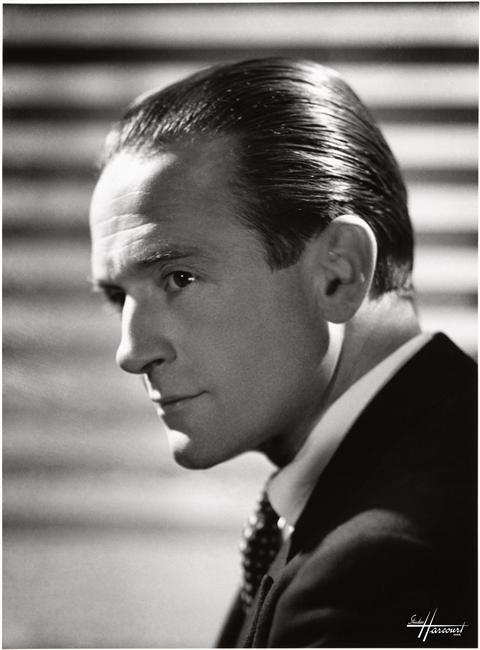
Pierre Fresnay 1939

Pierre Fresnay (* 4. April 1897 in Ermont; † 9. Januar 1975 in Neuilly-sur-Seine, Hauts-de-Seine; eigentlich Pierre Jules Louis Laudenbach) war ein französischer Theater- und Filmschauspieler.

## Leben und Werk
Fresnay wurde von seinem Onkel, dem Theaterschauspieler Claude Garry, ermutigt, eine Karriere in Theater und Film anzustreben. Im Alter von 14 Jahren debütierte er unter dem Pseudonym Pierre Vernet erstmals auf einer Bühne und wurde 1915 Mitglied des Ensembles des französischen Nationaltheaters der Comédie-Française, dem er bis 1926 angehörte. Mit 18 Jahren folgte sein Filmdebüt in Henri Pouctals France d'abord (1915), doch es gelang ihm damals nicht, im Kino Fuß zu fassen, sodass er sich zunächst vor allem dem Theater verschrieb. In den 1920er Jahren avancierte er zu einem gefragten Bühnendarsteller, der vereinzelt auch in Stummfilmen mitwirkte.
Dies änderte sich grundlegend in den 1930er Jahren mit dem Aufkommen des Tonfilms. Im Alter von 34 Jahren verkörperte Fresnay in Marcel Pagnols Marius (1931) den Titelhelden an der Seite des zu dieser Zeit ebenfalls zu Ruhm aufsteigenden Raimu. Dies war seine erste Hauptrolle und zugleich der Auftakt zu einer Reihe französischer Filme wie Fanny (1932), César (1936, beide ebenfalls mit Raimu, Regie/Drehbuch Marcel Pagnol) und Die große Illusion (La grande illusion, 1937, mit Jean Gabin, Regie Jean Renoir), die ihn populär machten und ihm eine herausragende Stellung im französischen Filmgeschäft verschafften. 1934 spielte er neben Edna Best und Leslie Banks erstmals in einem ausländischen Film, Alfred Hitchcocks Der Mann, der zuviel wußte.
Während der deutschen Besatzungszeit im Zweiten Weltkrieg arbeitete Fresnay weiterhin als Schauspieler für die Filmgesellschaft Continental, die damals einer deutschen Leitung unterstand. Filme wie Sie waren sechs (Le dernier des six, 1941, Regie Georges Lacombe), Der Rabe (Le corbeau, 1943, Regie Henri-Georges Clouzot) und Die Fahrt ins Vergessen (Le voyageur sans bagages, 1944, Regie Jean Anouilh) entstanden.
Nach Kriegsende war er sechs Wochen wegen des Verdachts der Kollaboration mit dem Feind inhaftiert. Sein Name stand auf der am 4. September 1945 von der Résistance-Organisation Front national veröffentlichten Liste von Kollaborateuren im französischen Kulturbetrieb. Seine Besetzung in Monsieur Vincent unter der Regie von Maurice Cloche galt daher als umstritten, wird jedoch vielfach als seine beste Rolle bezeichnet. Auf den Internationalen Filmfestspielen von Venedig wurde Fresnay 1947 für die Rolle des Vinzenz von Paul als Bester Darsteller mit dem Coppa Volpi ausgezeichnet. Mit Der Himmel ist schon ausverkauft (Les vieux de la vieille, mit Jean Gabin, Regie Gilles Grangier) drehte er Anfang der 1960er Jahre seinen letzten Kinofilm. Danach konzentrierte er sich auf die Theaterarbeit, unterbrochen von einigen Fernsehproduktionen in den 1970er Jahren.
Pierre Fresnay war dreimal verheiratet, zunächst mit Rachel Berendt, dann mit den Schauspielerinnen Berthe Bovy und Yvonne Printemps. Er starb an im Alter von 77 Jahren im Amerikanischen Krankenhaus von Paris in Neuilly-sur-Seine.

## Filmografie (Auswahl)
- 1931: Marius
- 1932: Fanny
- 1934: Der Mann, der zuviel wusste (The Man who know too much)
- 1936: César
- 1937: Der Puritaner (Le puritain)
- 1937: Die große Illusion (La grande illusion)
- 1937: Mademoiselle Docteur
- 1938: Die große Entscheidung (Alerte en méditerranée)
- 1938: Drei Walzer (Les trois valses)
- 1941: Sie waren Sechs! (Le dernier de six)
- 1942: Der Mörder wohnt Nr. 21 (L’assassin habite au 21)
- 1942: Die Teufelshand (La main du diable)
- 1943: Der Rabe (Le corbeau)
- 1945: Der Weg zur Hölle (La fille du diable)
- 1947: Das verlorene Glück (Les condamnés)
- 1947: Monsieur Vincent
- 1949: Barry – Der Held von St. Bernhard (Barry)
- 1949: Der Pariser Walzer (La valse de Paris)
- 1950: Gott braucht Menschen (Dieu a besoin des hommes)
- 1951: Chefarzt Dr. Delius (Un grand patron)
- 1951: Monsieur Fabre
- 1952: Es ist Mitternacht, Dr. Schweitzer (Il est minuit, Dr. Schweitzer)
- 1954: Der Abtrünnige (Le défroqué)
- 1954: Die Geflüchteten (Les évadés)
- 1955: Aristokraten (Les aristocrates)
- 1956: Der Mann mit dem goldenen Schlüssel (L’homme aux clefs d‘or)
- 1957: Die Erbarmungslosen (Les fanatiques)
- 1959: Die Gerechten oder Die Ballade von der weißen Weste (Les affreux)
- 1960: Das Haus der 1000 Fenster (La millième fenêtre)
- 1960: Der Himmel ist schon ausverkauft (Les vieux de la vieille)